# 大岩ケンヂ
大岩 ケンヂ（おおいわ ケンヂ、1978年 - ）は、日本の漫画家。群馬県出身。男性。
代表作は『NHKにようこそ!』（原作：滝本竜彦の同名小説）。一部作品では「大岩ケンジ」、「大岩賢次」名義を使用している。

## 来歴
2002年の『月刊少年エース』3月号に掲載された『ときめきメモリアル3』の宣伝漫画『ステップ アンド ステップ』でデビュー。コミック版『GOTH』（『少年エース』掲載、原作：乙一）、コミック版『NHKにようこそ!』（『少年エース』掲載、原作：滝本竜彦）などの連載を手がけた。

## 作品リスト

### 漫画作品
- ステップ アンド ステップ -ときめきメモリアル3-（『少年エース』2002年3月号）
- BAMBOO（『少年エース』2002年4月号）
- コズミックビーグル1/3（『エース桃組』2002年Spring）
- ワン リトル アクロバット（『少年エース』2002年5月号）
- RATS!（ラッティス!）（『少年エース』2002年7月号）
- 爆印マーキーチョップ（『少年エース』2002年8月号）
- GOTH -リストカット事件-（原作：乙一、『少年エース』2002年10月号）
  - GOTH（原作：乙一、『少年エース』2003年2月号 - 5月号） - 小説『GOTH リストカット事件』の漫画版
- 99（ツクモ）ハッピーソウル（『少年エース』2003年7月号 - 10月号）
- NHKにようこそ!（『少年エース』2004年2月号 - 2007年7月号）
- 小悪魔ギターフリークス（『エース桃組』2004 Autumn）
- マヒルの用心棒（『ビーンズエース』vol.001 - vol.010） ※大岩ケンジ名義
- 猫耳父さん（文：松原真琴、『週刊アスキー』2007年12月11日号 - 2008年3月4日号） ※大岩賢次名義
- 夢渡りプルチネッラ（『少年エース』2008年3月号 - 2008年12月号〈第一部完〉、全2巻） ※大岩ケンジ名義
- VARI DRIVE（原作：町田一八、キャラクターデザイン：ゴツボ☆マサル、『ヤングガンガン』2008年No.08 - 2009年No.08）
- シヌキス（『月刊ヤングジャンプ』2009年7月号[1]） ※大岩ケンジ名義[1]
- マーダス✝イーター（『ヤングエース』Vol.1 - 2010年5月号）※大岩ケンジ名義[4]
- シュガーダーク（原作：新井円侍、『ヤングエース』2010年7月号[5] - 2012年1月号[6]）※大岩ケンジ名義[5]
- 環状エイト（『週刊ヤングジャンプ増刊 アオハル』"sweet"号、2012年2月14日発売）※大岩ケンジ名義
- エレGY（原作：泉和良、『最前線』2012年6月19日[2] - ）※大岩賢次名義[2]
- アラタなるセカイ 過去編（原作：入間人間、角川コミックスより描き下ろし、2010年10月20日発売[7]）※大岩ケンジ名義[7]
- つらみ相互感系（『Champion タップ!』2013年7月25日 - 2014年4月24日）※大岩ケンジ名義[8]
- アサシン クリード4 ブラック フラッグ 覚醒（原作：ユービーアイソフト、シナリオ：矢野隆、『ジャンプ改』2013年9月号[9] - 2014年8月号）
- 赤と蒼のエーレンベルク（『月刊コミックガム』2015年2月号[10] - 2015年7月号（休刊号[11]））
- グランブルーファンタジー（脚本・コンテ：楓月誠、『サイコミ』2016年5月[12] - ） - 作画・監督担当[12]、作画の担当は「大岩ケンヂほか」で約10名のスタッフによる制作[13]
- NOEL（『電撃マオウ』2016年7月号[14] - 2017年12月号[15]）
- 貴族から庶民になったので、婚約を解消されました!（原作：小鳥遊郁、キャラクター原案：椋本夏夜、『ComicWalker』FLOS COMICレーベル[16]2020年6月27日 - ）

### 書籍
- 『GOTH』、原作：乙一、角川書店〈角川コミックス・エース〉2003年、全1巻
- 『NHKにようこそ！』、角川書店〈角川コミックス・エース〉2004年 - 2007年、全8巻
- 『99（ツクモ）ハッピーソウル』、角川書店〈角川コミックス・エース〉2005年、全1巻
- 『マヒルの用心棒』、角川書店〈角川コミックス・エース〉2006年 - 2008年、全2巻、大岩ケンジ名義
- 『夢渡りプルチネッラ』、角川書店〈角川コミックス・エース〉2008年、全2巻、大岩ケンジ名義
- 『マーダス✝イーター』、角川書店〈角川コミックス・エース〉2010年 -2011年、全2巻、大岩ケンジ名義
- 『シュガーダーク 埋められた闇と少女』、角川書店〈角川コミックス・エース〉2011年 - 2012年、全4巻、大岩ケンジ名義
- 『アラタなるセカイ 過去編』、角川書店、2012年、全1巻
- 『つらみ相互感系』秋田書店〈少年チャンピオン・コミックス・タップ！〉、2014年7月8日発売[17]、ISBN 978-4-253-13045-5
- 『NOEL』、KADOKAWA〈電撃コミックスNEXT〉2016年[18] - 2017年、全2巻
- 『貴族から庶民になったので、婚約を解消されました！』、KADOKAWA〈フロースコミック〉2020年[19] - 、既刊7巻（2025年4月16日現在）

### その他
- インタビュー（『COMiCS・DRAWiNG』NO.5[20]、2009年4月、誠文堂新光社）
- 私の龍馬イラスト展　IN ハウステンボス（2010年4月29日 - 8月31日[21]、ハウステンボス開催） - イラスト展示[21]、2010年巡回展[22]
- シリウス学園（『月刊少年シリウス』2010年8月号別冊付録[23]） - イラスト[23]
- チャリティCD「手をつなごう」（2011年4月29日発売[24]） - ジャケットイラスト参加[24]
- 杉本善徳3rdアルバム『善徳 –zentoku-』（2013年2月9日配布[25]） - イラスト寄稿[25]、大岩ケンジ名義[25]
- 『まりあ†ほりっく』第14巻特装版小冊子（2015年2月23日発売[26]） - 完結記念カラーイラスト寄稿[26]、大岩ケンジ名義[26]
- 第四回 武者絵展（2015年8月10日 - 8月17日[27]、コミックとらのあな秋葉原店C開催） - 武者絵の複製原画展示[27]、大岩ケンジ名義[27]

## 出演
- MANGA姉っくす！ Vol.16（2014年7月16日放送[28]、ニコニコ生放送）

## 関連人物
杉本善徳
交友関係にあるミュージシャン。